# کلتوس کسدی
کلتوس کسدی (به انگلیسی: Cletus Kasady) یک شخصیت خیالی ابرشرور که منتشر شده در کتاب‌های آمریکایی توسط مارول کامیکس است. این شخصیت معمولاً به‌عنوان دشمن مرد عنکبوتی و ونوم به حساب می‌آید. او توسط دیوید مایکلینی نوشته‌شده و توسط اریک لارسن طراحی شده‌است، حضور این شخصیت در کمیک مرد عنکبوتی شگفت انگیز شمارهٔ ۳۴۴ (مارس ۱۹۹۱) به‌عنوان اولین و بدترین میزبان سیمبیوت کارنیج به شمار می‌آید. او یک قاتل سریالی اجتماعی و سادیسمی است، کسدی در حین حبسش با هم‌سلولی‌اش ادی براک، وقتی با فرزند سیمبیوت ونوم ترکیب شد دوباره با براک ارتباط برقرار کرد. کسدی و کارنیج با هم یک مکمل عالی بودند، و این سیمبیوت چیزی بیشتر از افزایش ویژگی‌های جامعه‌شناسی که قبلاً هم بلد بود بالا نبرد. واقعیت این است که سیمبیوت کارنیج به خاطر اینکه نسل جدیدتری از سیمبیوت ونوم است از او قوی‌تر است، این قدرت باعث می‌شود که کارنیج جزو یکی از کشنده‌ترین و خطرناک‌ترین افرادی باشد که مرد عنکبوتی و ونوم تا به‌حال با او روبه‌رو شده‌اند، به خاطر این دلیل این دو مجبور میشوند با هم همکاری کنند تا با کارنیج مقابله کنند.